# Classe Rotterdam
La classe Rotterdam è una classe di due Landing Platform Dock (LPD) (in olandese: Amfibisch transportschip)  in servizio nella Koninklijke Marine.

La classe Rotterdam nasce da un progetto congiunto della marina olandese e di quella spagnola all'inizio degli anni 90 per dotarsi di navi da trasporto anfibio; il risultato di questo programma è il design Enforcer.

Dal design Enforcer i due paesi realizzeranno 4 navi: le 2 unità della classe Rotterdam per la Koninklijke Marine realizzate dalla Koninklijke Schelde e le 2 della classe Galicia per l'Armada Española realizzate dalla Navantia.

In seguito il design Enforcer verrà utilizzato dalla Swan Hunter e dalla BAE Systems Naval Ships per realizzare le 4 unità della classe Bay per la Royal Fleet Auxiliary.

## Unità
| Nome                        | Costruttore | Impostazione     | Varo             | In servizio      | Stato  |
| --------------------------- | ----------- | ---------------- | ---------------- | ---------------- | ------ |
| Zr.Ms. Rotterdam (L800)     | DSNS        | 23 febbraio 1996 | 22 febbraio 1997 | 18 aprile 1998   | Attiva |
| Zr.Ms. Johan de Witt (L801) | DSNS        | 18 giugno 2003   | 13 maggio 2006   | 30 novembre 2007 | Attiva |